# Opper-Lausitzs voetbalkampioenschap 1923/24 (Midden-Duitsland)
In 1923/24 werd het zevende Opper-Lausitzs voetbalkampioenschap gespeeld, dat georganiseerd werd door de Midden-Duitse voetbalbond. De voorbije jaren fungeerde de competitie als tweede klasse onder de Kreisliga Ostsachsen. Deze werd intussen ontbonden en de Opper-Lausitzse competitie werd als Gauliga Oberlausitz heropgewaardeerd tot hoogste klasse. Geen enkele club speelde de voorbije jaren in de Kreisliga. 
Zittauer BC werd kampioen en plaatste zich voor de Midden-Duitse eindronde. De club verloor meteen van SV Brandenburg 1901 Dresden.

## Gauliga
| Plaats | Club                          | Wed. | W | G | V | Saldo | Ptn. |
| ------ | ----------------------------- | ---- | - | - | - | ----- | ---- |
| 1.     | Zittauer BC                   | 10   | 8 | 2 | 0 | 31:11 | 18:2 |
| 2.     | SV 1904 Budissa Bautzen       | 10   | 6 | 2 | 2 | 30:22 | 14:6 |
| 3.     | BV 1919 Sportlust Neugersdorf | 10   | 3 | 2 | 5 | 35:24 | 8:12 |
| 4.     | BC Sportlust Zittau           | 10   | 4 | 0 | 6 | 23:28 | 8:12 |
| 5.     | SC 1911 Großröhrsdorf         | 10   | 3 | 0 | 7 | 27:45 | 6:14 |
| 6.     | SpVgg 1908 Bautzen            | 10   | 2 | 2 | 6 | 14:30 | 6:14 |

|  | Kampioen, geplaatst voor Midden-Duitse eindronde |
|  | Degradatie                                       |